# Сиси Спейсик
Сиси Спейсик (на английски: Mary Elizabeth „Sissy“ Spacek) е американска актриса, носителка на Оскар и Златен глобус. 

## Биография
Тя е от чешки произход. Започва кариерата си като кънтри певица и получава първата си роля през 1972 г. Играе предимно драматични роли, но е участвала и в няколко комедии. Разцветът на кариерата ѝ е през 2001 и 2006 г., когато се снима с едни от най-известните режисьори като Оливър Стоун, Дейвид Линч, Робърт Олтман и други. Една от най-значимите ѝ роли е тази на Кери от едноименния филм на ужасите от 1976 година по роман на Стивън Кинг. За нея получава първата си номинация за Оскар.

## Избрана филмография
| година | филм                 | оригинално заглавие   | роля               | режисьор        |
| ------ | -------------------- | --------------------- | ------------------ | --------------- |
| 1973   | Опасни земи          | Badlands              | Холи               | Терънс Малик    |
| 1976   | Кери                 | Carrie                | Кери Уайт          | Брайън Де Палма |
| 1999   | Светлина от миналото | Blast from the Past   | Хелън Уебър        | Хю Уилсън       |
| 2001   | В спалнята           | In the Bedroom        | Рут Фаулър         | Тод Фийлд       |
| 2011   | Южнячки              | The Help              | г-жа Уолтърс       | Тейт Тейлър     |
| 2018   | Старецът и оръжието  | The Old Man & the Gun | детектив Джон Хънт | Дейвид Лоури    |